# Бланка Влашич
Бланка Влашич (хорв. Blanka Vlašić, нар. 8 листопада 1983, Спліт) — хорватська легкоатлетка, яка спеціалізувалась зі стрибків у висоту.
Чемпіонка світу 2007 та 2009 років, чемпіонка світу з легкої атлетики в приміщенні 2008 та 2010 років, срібна призерка Олімпійських ігор у Пекіні-2008, володарка рекорду Хорватії (2,08 м), учасниця трьох Олімпіад.
Чемпіонка світу серед юніорів 2000 та 2002 років, чемпіонка Європи серед юніорів 2003 року.
Якийсь час Бланку тренував український спеціаліст Михайло Васірук, потім — Йошко Влашич та Боян Марінович.
За освітою — фармацевт.
19 лютого 2021 року завершила спортивну кар'єру через травми. Спортсменка зізналася, що мала проблеми зі здоров'ям ще до Олімпійських ігор-2016.

## Виступи на Олімпіадах
| Олімпіада   | Дисципліна       | Місце             |
| ----------- | ---------------- | ----------------- |
| Сідней 2000 | стрибки у висоту | 17 (кваліфікація) |
| Афіни 2004  | стрибки у висоту | 11                |
| Пекін 2008  | стрибки у висоту | 2                 |
| Ріо 2016    | стрибки у висоту | 3                 |